# Reinhold Röhricht
Reinhold Röhricht, född 18 november 1842 i Bunzlau, död 2 maj 1905 i Berlin, var en tysk historiker.
Röhricht verkade från 1868 som gymnasielärare i Berlin och var trägen forskare rörande korstågens och Palestinas historia. Bland hans skrifter märks Beiträge zur Geschichte der Kreuzzüge (två band, 1874- 78), Studien zur Geschichte des fünften Kreuzzugs (1891), Geschichte des Königreichs Jerusalem (1898), Geschichte der Kreuzzüge im Umriß (1898) och Geschichte des ersten Kreuzzugs (1901).